# Кубок Іспанії з футболу 1903
Кубок Іспанії з футболу 1903 — 1-й розіграш кубкового футбольного турніру в Іспанії. Титул здобув Атлетік (Більбао).

## Матчі
| Команда 1         | Рахунок | Команда 2 |
| ----------------- | ------- | --------- |
| 6 квітня 1903     |         |           |
| Мадрид            | 4:1     | Еспаньйол |
| 7 квітня 1903     |         |           |
| Атлетік (Більбао) | 4:0     | Еспаньйол |
| 8 квітня 1903     |         |           |
| Атлетік (Більбао) | 3:2     | Мадрид    |

## Фінал
| 8 квітня 1903 |

| Атлетік (Більбао)                   | 3:2      | Мадрид                      |
| ----------------------------------- | -------- | --------------------------- |
| Казо 55' Монтехо 70' Де ла Сота 80' | Протокол | Вальдетеррасо 15' Нейра 40' |

| Іподромо де Кастельяна, Мадрид Глядачів: 5 000 Арбітр: Хосе Марія Солер |